# Chlorodrepanis
Chlorodrepanis is een geslacht van zangvogels uit de vinkachtigen (Fringillidae).

## Soorten
Het geslacht kent 3 soorten:
- Chlorodrepanis flava – Oahu-amakihi
- Chlorodrepanis stejnegeri – Kauai-amakihi
- Chlorodrepanis virens – Amakihi